# Christer Garpenborg
Harry Christer Garpenborg (né le 12 mai 1952 à Stockholm) est un athlète suédois spécialiste du sprint. Affilié au KA2 IF, il mesurait 1,83 m pour 80 kg.

## Biographie

### Palmarès
| Date | Compétition                    | Lieu            | Résultat | Épreuve    | Performance |
| ---- | ------------------------------ | --------------- | -------- | ---------- | ----------- |
| 1974 | Championnats d'Europe en salle | Göteborg        | 4e       | 60 mètres  | 6 s 66      |
| 1974 | Championnats d'Europe          | Rome            | 7e       | 100 mètres | 10 s 39     |
| 1977 | Championnats d'Europe en salle | Saint-Sébastien | 2e       | 60 mètres  | 6 s 60      |

### Records
| Épreuve    | Performance | Lieu | Date |
| ---------- | ----------- | ---- | ---- |
| 100 mètres | 10 s 25     |      | 1976 |